# Boyhood
Boyhood is een Amerikaanse dramafilm uit 2014, geschreven en geregisseerd door Richard Linklater. De hoofdrollen worden gespeeld door Patricia Arquette, Ellar Coltrane, Lorelei Linklater en Ethan Hawke. De film werd opgenomen met onderbrekingen over een periode van 12 jaar, terwijl Coltrane opgroeide van kind tot jonge volwassene. De opnames begonnen in 2002 en werden afgewerkt in 2013. 

## Verhaal
De film vertelt het verhaal van een gescheiden koppel, Mason en Olivia, die hun kinderen Samantha en Mason jr. opvoeden. Het verhaal volgt Mason jr. gedurende twaalf jaar, van het eerste leerjaar tot hij 18 wordt. Zijn relatie met zijn ouders, stiefouders en vrienden wordt belicht gedurende zijn jeugd. Het schetst eveneens een portret over het opgroeien, vormen van een eigen identiteit, familieleven en het verstrijken van de tijd.

## Rolverdeling
- Patricia Arquette als Olivia Evans
- Ellar Coltrane als Mason Evans jr.
- Lorelei Linklater als Samantha Evans
- Ethan Hawke als Mason Evans sr.
- Libby Villari als Catherine, moeder van Olivia
- Marco Perella als Bill Welbrock
- Jamie Howard als Mindy Welbrock
- Andrew Villarreal als Randy Welbrock
- Zoe Graham als Sheena, Mason jr.'s vriendin

## Prijzen
- Oscar
  - Beste vrouwelijke bijrol
- Zilveren Beer voor beste regisseur op het Internationale Filmfestival van Berlijn.
- Seattle International Film Festival
  - Prijs voor beste film
  - Prijs voor beste regisseur
  - Prijs voor beste actrice
- Golden Globes
  - Beste film-drama
  - Beste regisseur
  - Beste vrouwelijke bijrol
- FIPRESCI Grand Prix